# Écoliers du Christ

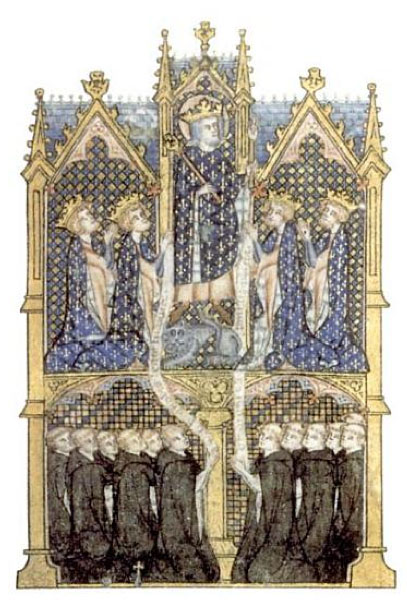
Philippe-le Bel, seine drei Söhne und die Écoliers Ludwig den Heiligen anrufend: Priez pour nous Saint-Louis, afin que nous soyons digne des promesses du Christ

Der Kanonikerorden der Ecoliers du Christ, auch Val des Écoliers oder einfach Écoliers genannt, ist ein nach der Überlieferung im Jahr 1201 von vier Theologen der Universität Paris nach einer Vision gegründeter katholischer geistlicher Orden: Guillaume Langlois († 1215/23), Richard, Evrard und Manassès, die seinerzeit zwischen 20 und 30 Jahre alt waren, gaben ihre Lehrstühle auf und zogen sich in ein isoliertes Tal bei Chaumont an der Grenze der Champagne zu Burgund zurück.
Aus der Gruppe wurde eine religiöse Gemeinschaft, als der zurückgetretene Bischof von Châlons, Frédéric (eine in diesem Amt nicht nachgewiesene Person) und 37 Pariser Studenten, die Écoliers, zu ihnen stießen. Es wurde im Jahr 1212 im Tal von Verbriesles (Bistum Langres) nach der Augustinerregel ein Kloster gegründet, 1215 wurde der Orden vom Bischof von Langres anerkannt, 1219 von Papst Honorius III. die Ordensregel. 1234 zog die Gemeinschaft an die Marne um.
Der Orden verbreitete sich in Frankreich, aber auch in Belgien, wo er Prioreien in Géronsart (heute Couvin), Mons, Mechelen, Houffalize und Lüttich unterhielt. Die wichtigsten Niederlassungen wurden die in Paris, Reims und Lüttich. Der Bau einer Priorei in Paris begann 1229, wo der Orden später über ein Collège und einen Lehrstuhl an der Universität verfügte. In der Blütezeit gehörten zu den Écoliers 28 Prioreien in 16 Diözesen. Es gelang ihm, seine Unabhängigkeit über drei Jahrhunderte zu bewahren, bis die Töchter 1629 und das Mutterhaus 1636 gezwungen wurden, sich der Congrégation de France anzuschließen.

## Niederlassungen

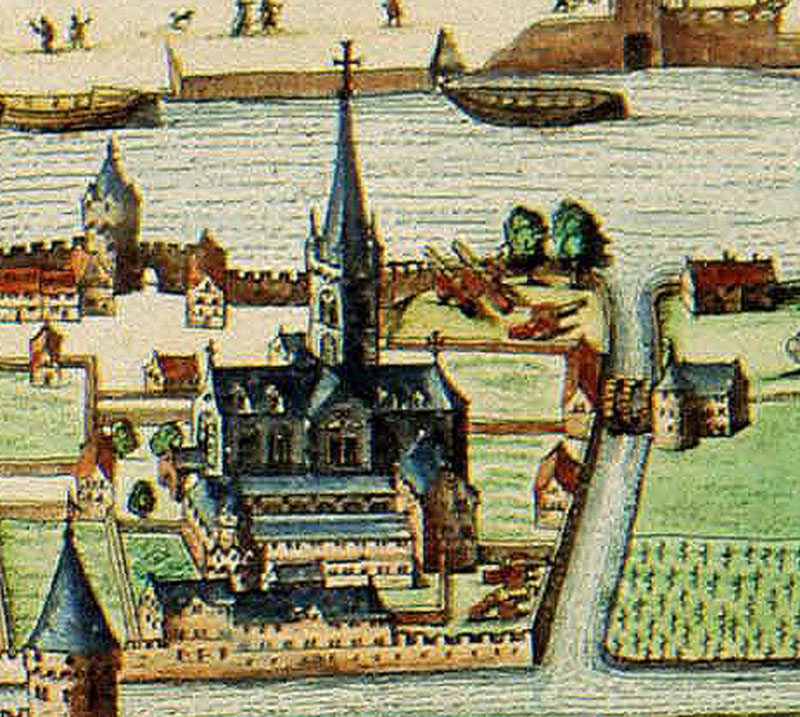
L’abbaye du Val des Écoliers de Notre-Dame de l'Isle à Liège, Julius Milheuser. 1459 von Joan Blaeu herausgegeben

- Prieuré du Val-des-Écoliers oder Grand-Val in Verbiesles, Mutterhaus,
- Couvent Sainte-Catherine-du-Val-des-Écoliers in Paris
- Monastère Val-des-Écoliers de Saint-Paul in Reims
- Abbaye du Val-des-Écoliers de Notre-Dame de l'Isle de Liège
- Abbaye du Val-des-Écoliers de Mons
- Prieuré du Val-des-Écoliers de Malines (Mecheln) in Hanswijk
- Prieuré du Val-des-Écoliers de Leau in Zoutleeuw